# 오토 로베르트 프리슈
오토 로베르트 프리슈 (Otto Robert Frisch FRS, 1904년 10월 1일 ~ 1979년 9월 22일)는 오스트리아 태생의 영국 물리학자로 핵물리학을 연구했다. 리제 마이트너와 함께 핵분열에 대한 최초의 이론적 설명(용어 생성)을 발전시켰고 처음으로 핵분열 부산물을 실험적으로 감지했다. 나중에 그의 협력자 루돌프 파이얼스와 함께 1940년에 원자 폭탄의 폭발에 대한 최초의 이론적 메커니즘을 설계했다.

## 어린 시절
프리슈는 1904년 빈에서 화가인 유스티니안 프리슈(Justinian Frisch)와 콘서트 피아니스트인 아우구스테 마이트너 프리슈(Auguste Meitner Frisch)의 아들로 유대인 가정에서 태어났다. 그 자신은 두 가지 모두에 재능이 있었지만 물리학에 대한 이모 리제 마이트너의 사랑을 공유했고 빈 대학에서 연구 기간을 시작하여 1926년에 새로 발견된 전자가 염에 미치는 영향에 대한 연구로 졸업했다.

## 핵 물리학
그는 독일의 상대적으로 잘 알려지지 않은 실험실에서 몇 년 동안 일한 후 함부르크에서 노벨상을 수상한 과학자인오토 슈테른 밑에서 자리를 얻었다. 여기에서 그는 결정 표면을 사용하여 원자의 회절에 대한 연구를 수행했으며 양성자의 자기 모멘트가 이전에 생각했던 것보다 훨씬 크다는 것을 증명했다.
1933년 아돌프 히틀러가 독일 총리직에 오르자 그는 런던으로 이사하기로 결정하고 그곳에서 버크벡 칼리지의 직원이 되었으며 물리학자 패트릭 블래킷과 함께 구름 상자 기술 및 인공 방사능에 대하여 연구하였다. 그는 닐스 보어와 함께 코펜하겐에서 5년 동안 근무하면서 핵물리학, 특히 중성자 물리학에 점점 더 전문화했다.

## 핵분열

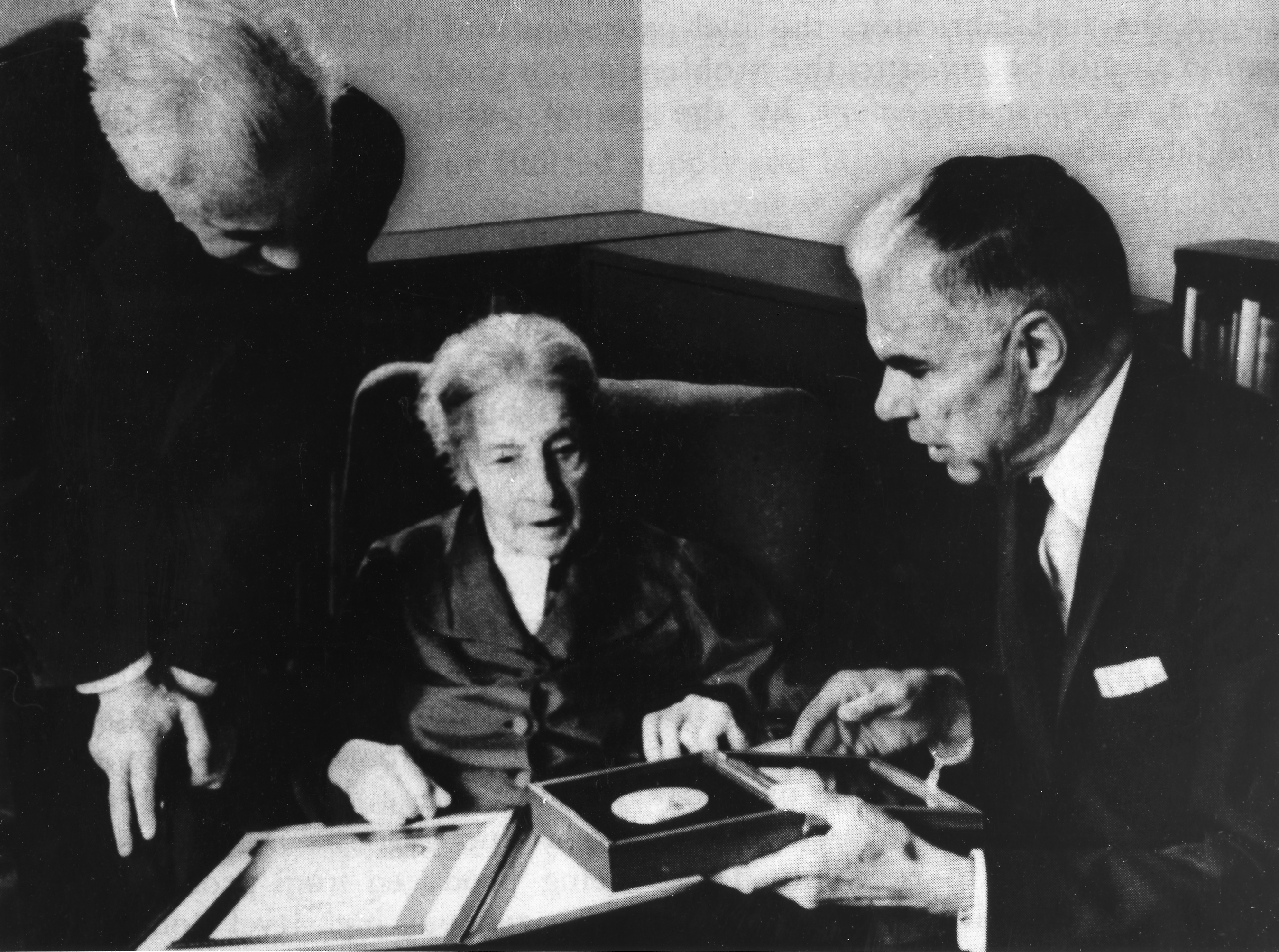
오토 프리슈, 리즈 마이트너, 글렌 시보그

1938년 크리스마스 휴가 동안 그는 쿵엘브에 있는 이모 리제 마이트너를 방문했다. 그곳에 있는 동안에 마이트너는 베를린에 있는 오토 한과 프리츠 슈트라스만이 중성자와 우라늄 핵의 충돌이 부산물 중 하나로 바륨 원소를 생성한다는 사실을 발견했다는 소식을 들었다. 오토 한은 마이트너에게 보낸 편지에서 이 새로운 반응을 우라늄 핵의 '폭발'이라고 불렀다. 프리슈와 마이트너는 우라늄 핵이 둘로 갈라졌다는 가설을 세우고 그 과정을 설명하고 방출되는 에너지를 추정했으며, 프리슈는 이를 설명하기 위해 생물학의 세포 분열에서 채택한 핵분열이라는 용어를 만들어 냈다.
나치 시대의 정치적 제약으로 인해 한과 슈트라스만의 팀과 프리슈와 마이트너(두 사람 모두 유태인)의 팀은 따로 논문을 출판해야 했다. 한의 논문은 실험과 바륨 부산물의 발견에 대해 설명했다. 마이트너와 프리슈의 논문은 현상 뒤에 있는 물리학을 설명했다.
프리슈는 코펜하겐으로 돌아가 핵분열 반응에 의해 생성된 조각을 신속하게 분리할 수 있었다. 프리슈 자신이 나중에 회상했듯이 핵분열의 직접적인 실험적 증명에 대한 근본적인 아이디어는 조지 플라체크(George Placzek)에 의해 그에게 제안되었다. 많은 사람들은 마이트너와 프리슈가 핵분열을 이해하는 데 기여한 공로로 노벨상을 받을 자격이 있다고 생각하고 있다.
1939년 중반에 프리슈는 버밍엄으로의 짧은 여행이 될 것으로 예상했던 일을 위해 덴마크를 떠났는데, 제2차 세계 대전의 발발로 인해 그의 귀환은 불가능했다. 전쟁을 염두에 두고 그와 물리학자 루돌프 파이얼스는 버밍엄 대학에서 프리슈-파이얼스 비망록을 작성했는데, 이는 원자 폭발이 발생할 수 있는 과정을 설명한 최초의 문서였다. 그들의 공정은 분리된 우라늄-235를 사용하는데, 이는 상당히 작은 임계 질량을 필요로 하고 매우 강력한 폭발을 생성하기 위해 재래식 폭발물을 사용하여 임계점을 달성하도록 만들 수 있다. 비망록에서는 계속해서 초기 폭발에서 결과 낙진에 이르기까지 그러한 폭발의 영향을 예측했다. 이 비망록은 원자 장치( 튜브 합금 프로젝트)를 구축하는 영국 작업의 기초였으며 프리슈가 영국 대표단의 일원으로 일했던 맨해튼 프로젝트의 기초이기도 했다. 프리슈와 루돌프 파이얼스는 1939~40년 버밍엄 대학의 물리학과에서 함께 일했다. 그는 급히 영국 시민권을 얻어 1943년 미국으로 갔다.

## 맨해튼 프로젝트

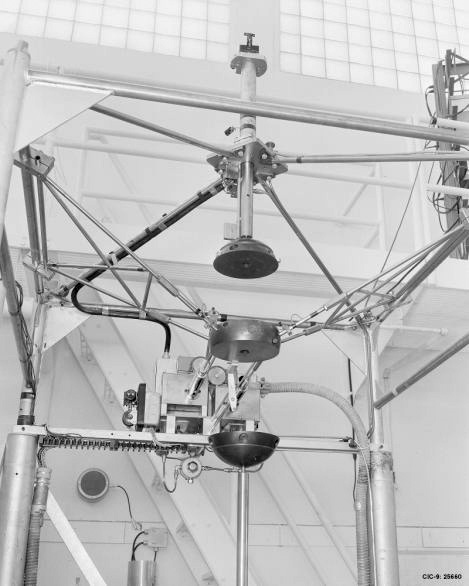
로스 앨러모스의 고디바 장치

1944년 로스앨러모스에서 크리티컬 어셈블리(Critical Assemblies) 그룹의 리더로서 프리슈의 임무 중 하나는 핵 연쇄 반응을 지속할 수 있는 우라늄의 질량인 임계 질량을 생성하는 데 필요한 농축 우라늄의 정확한 양을 정확하게 결정하는 것이었다. 그는 이것을 한번에 농축 우라늄 수소화물의 3 cm 막대를 수십개 쌓아서 임계 질량에 접근함에 따라 증가하는 중성자 활동을 측정하여 수행하였다. 금속 막대 내의 수소는 반응을 가속화하는 데 필요한 시간을 증가시켰다. 어느 날 프리슈는 "레이디 고디바(Lady Godiva) 어셈블리"라고 부르는 스택 위로 몸을 기울임으로써 폭주 반응을 일으킬 뻔했다. 그의 몸은 스택으로 다시 중성자를 반사했다. 그는 중성자가 방출될 때 간헐적으로 깜박이는 붉은 램프가 '계속해서 빛나고 있는' 것을 곁눈으로 보게 되었다. 무슨 일이 일어나고 있는지 깨달은 프리슈는 손으로 막대를 재빨리 흩어지게 하였다. 나중에 그는 방사선량이 "상당히 무해하다"고 계산했지만 "물체를 치우는데 2초의 지연이 한번더 있었다면... 그 양은 치명적이었을 것"이라고 말했다. "막대기 더미를 치우는데 걸린 2초 동안에 이미 그는 당시의 넉넉한 기준으로도 하루동안 허용되는 중성자 방사선량을 받았다." 이런 식으로 그의 실험은 히로시마에 리틀 보이 폭탄을 발사하는 데 필요한 우라늄의 정확한 질량을 결정했다.
그는 또한 더 큰 고정 질량의 우라늄에 있는 구멍을 통해 우라늄 슬러그를 떨어뜨려 순식간에 임계 질량의 바로 위 (0.1%)에 도달하는 "용의 꼬리" 또는 "단두대" 실험을 설계했다. 실험을 승인하기 위한 회의에서 리처드 파인만은 관련된 일시적인 위험에 대해 언급하면서 "잠자는 용의 꼬리를 간지르는 것과 같다"고 말했다. 약 3밀리초 동안 온도는 초당 2000 °C 의 속도로 상승했고 1015 개를 초과하는 중성자가 방출되었다.

## 귀국

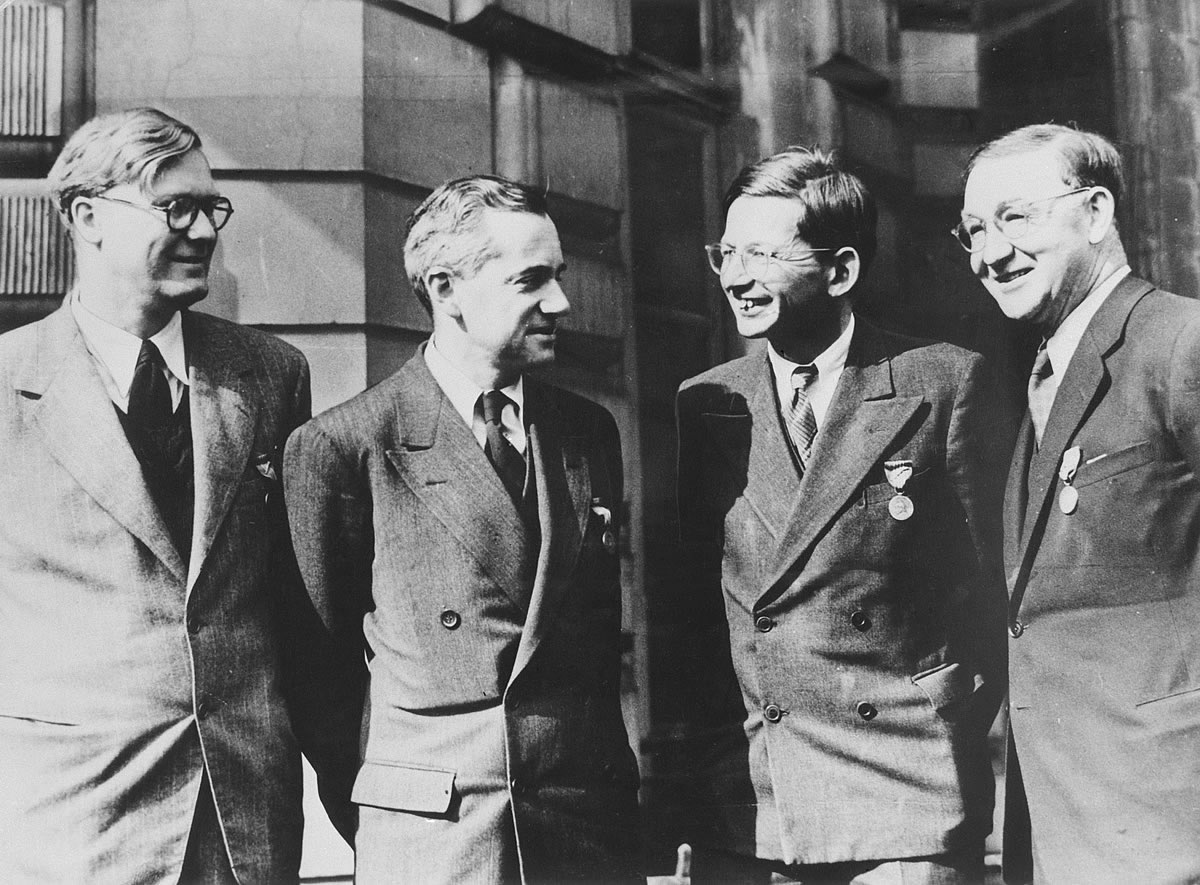
왼쪽에서 오른쪽으로: 1946년의 윌리엄 페니, 오토 프리슈, 루돌프 파이얼스, 존 콕크로프트

1946년 영국으로 귀국하여 하웰에 있는 원자력 연구소의 핵물리학 분과장을 맡았지만, 이후 30년 동안 케임브리지에서 자연철학의 잭슨 석좌교수와 트리니티 칼리지의 동료로 재직하면서 많은 시간을 보냈다.
은퇴하기 전에 그는 레이저와 컴퓨터를 사용하여 기포실의 트랙을 측정하는 장치인 스위프닉(SWEEPNIK)를 설계했다. 이것이 더 넓은 적용 범위를 가지고 있다는 것을 알게 된 그는 아이디어를 활용하기 위해 현재 1Spatial로 알려진 레이저 스캔(Laser-Scan Limited)이라는 회사를 설립하는 것을 도왔다.

## 퇴직

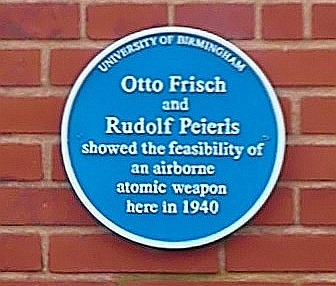
버밍엄 대학교 - Poynting Physics Building - 파란색 플라크

그는 대학 규정에 따라 1972년에 직위에서 물러났으며 1979년 9월 22일에 사망했다.

## 서지
- Atomic Physics Today (1961)
- Working with ATOMS (1965)
- What Little I Remember (1979)